# Gustavo Porras Castejón
Gustavo Adolfo Porras Castejón (Guatemala, 1946), es un sociólogo, exguerrillero, político, educador y analista político guatemalteco. Apodado "El Sholon Porras". Fue testigo de la guerra y del proceso de paz de Guatemala del que fue un actor clave. En 1996 fue Secretario privado de la Presidencia de Álvaro Arzú Irigoyen y coordinador gubernamental de la Comisión de Paz (COPAZ). En 2009 publicó Las huellas de Guatemala biografía de su vida personal y su participación como revolucionario y luego como gestor de los Acuerdos de Paz. Desde 2012 es Presidente del Consejo Económico y Social de Guatemala.

## Biografía
Estudió en el colegio Liceo Guatemala, y creció en una familia de la oligarquía guatemalteca con fuertes convicciones católicas, cursó estudios superiores en la Facultad de Derecho de la Universidad Rafael Landívar y Universidad de San Carlos de Guatemala. Además obtuvo un diploma de maestría en la Escuela de Estudios Superiores en Ciencias Sociales en París, Francia.
Tras tomar conciencia de las miserables condiciones de vida de los indígenas y campesinos en general de Guatemala, bajo el yugo de los enriquecidos latifundistas -explica en sus memorias- decidió enrolarse en la guerrilla. Fue integrante del grupo juvenil Cráter del movimiento religioso de los Maryknoll, posteriormente se involucró en la insurgencia y el movimiento revolucionario en los años sesenta y se incorporó como cuadro político del Ejército Guerrillero de los Pobres (EGP) en 1980, trabajando en la formación de militantes y como estratega de la lucha urbana, específicamente en el Frente Guerrillero Augusto César Sandino, que militó en el Área de Chupol, en el departamento de Quiché en Guatemala.
Debido a su pasado guerrillero se exilió primero a México de 1968 a 1972 y después a París de 1972 a finales de 1975. Como miembro activo de la izquierda, visitó ciudades como La Habana, Praga, París y México D.F. donde conoció y entabló relación con reconocidos intelectuales izquierdistas como el Premio Nobel colombiano Gabriel García Márquez y el salvadoreño Roque Dalton.

### 1980-1996:?
En 1996 fue nombrado por el entonces presidente Álvaro Arzú secretario privado de la Presidencia participando activamente en la creación de los Acuerdos de Paz del los cuales fue signatario por parte del gobierno, además de ser coordinador gubernamental de la COPAZ.
Fue el primer secretario general del Partido Unionista en Guatemala.
También se ha desempeñado como Asesor Político del Instituto Holandés para la Democracia Multipartidaria e Investigador de la Asociación de Investigaciones y Estudios Sociales (Asies). democratización en las democracias incipientes de Latinoamérica, África y Asia y Presidente del Consejo Económico y Social (CES) de Guatemala.
En septiembre de 2012 fue nombrado presidente del Consejo Económico Social de Guatemala, una institución pública autónoma que se creó en 2012 para que sindicatos, cooperativas y empresarios alcancen acuerdos básicos sobre políticas y puedan aconsejar al Estado.
La Cooperación Española le incluyó en la selección de los 25 años - 25 testimonios inaugurada el 25 de noviembre de 2014 en el Centro de Formación de la Cooperación Española en La Antigua Guatemala.

## Obra
Ha escrito numerosos ensayos entre ellos ¡Déjenos trabajar!, Los buhoneros de la zona central publicado en 1995 por la Facultad Latinoamericana de Ciencias Sociales, y el libro más importante que es "Las Huellas de Guatemala" donde hace una remembranza de la Guatemala del pasado, de su infancia, juventud y de la guerra interna que duró 36 años.

## Publicaciones
- Las huellas de Guatemala. F&G Editores, 2009 ISBN 978-99939-84-12-2